# Kirsten Vlieghuis
Kirsten Vlieghuis (Hengelo, 17 mei 1976) is een voormalig Nederlands topzwemster. Ze nam tweemaal deel aan de Olympische Spelen en won hierbij in totaal twee bronzen medailles.
Vlieghuis groeide op in Borne. Ze brak door nadat zij op de Europese Jeugdkampioenschappen in Antwerpen in 1991 goud behaalde op de 400 en de 800 meter vrije slag. Op de 200 meter vrije slag behaalde ze toen een bronzen plak. Tot haar achttiende bleef Vlieghuis lid van de zwemvereniging Arke de Dinkel uit Denekamp. Hierna vertrok ze naar PSV in Eindhoven. In 2001 beëindigde Vlieghuis haar carrière als topzwemster omdat ze een kind kreeg. 
In haar carrière behaalde Vlieghuis elf Nederlandse titels op de Nationale kampioenschappen. Op de Winterkampioenschappen behaalde ze er vijftien, met als uitschieter het jaar 1993, waarin ze zowel de titel pakte op de 200 (2x), 400 en 800 meter vrije slag, de 200 meter rugslag en de 200 en 400 (2x) meter wisselslag. Ook op de Nederlandse Zomerkampioenschappen kortebaan (3) en de Nederlandse sprintkampioenschappen (1) behaalde ze enkele titels.
Op de Europese kampioenschappen langebaan behaalde ze in 1999 een zilveren plak op de 800 meter vrije slag, het jaar daarop behaalde ze op dezelfde afstand brons.
Op de Olympische Spelen van 1996 behaalde ze twee bronzen plakken op de 400 en 800 meter vrije slag. Op de Olympische Spelen van 2000 kon ze deze prestatie niet evenaren.
Vlieghuis verbeterde tot twee keer toe het Nederlandse record op de 400 meter vrije slag. Het Nederlandse record op de 800 meter werd zelfs drie keer door haar scherper gesteld.

## Titels
- Winterkampioenschappen (15)
  - 200 vrij 1991, 1993 (2x), 1999
  - 400 vrij 1993, 1999
  - 800 vrij 1991, 1993
  - 200 rug 1993
  - 200 wissel 1993, 1994
  - 400 wissel 1992, 1993(2x), 1994
- Nationale kampioenschappen (11)
  - 100 vrij 1997
  - 200 vrij 1997, 1998, 2000
  - 400 vrij 1993, 1998, 1999, 2000
  - 800 vrij 1994, 1998, 1999

## Persoonlijke records
| slag             | lengte bad | tijd    | toernooi                               |
| ---------------- | ---------- | ------- | -------------------------------------- |
| 200 m rugslag    | 25 m bad   | 2.16,05 | NWK 1993, Dordrecht; finale            |
| 200 m vrije slag | 25 m bad   | 2.00,33 | IMU 1999, Uster; finale                |
| 400 m vrije slag | 25 m bad   | 4.04,53 | Worldcup 1998, Sydney                  |
| 800 m vrije slag | 25 m bad   | 8.21,94 | Worldcup 1998, Sydney                  |
| 100 m wisselslag | 25 m bad   | 1.04,63 | NK sprint 1995, Emmen; finale          |
| 200 m wisselslag | 25 m bad   | 2.16,53 | NWK 1994, Amersfoort; finale           |
| 400 m wisselslag | 25 m bad   | 4.48,33 | NWK 1994, Amersfoort; finale           |
| 100 m vrije slag | 50 m bad   | 0.57,30 | NK 1999, Amersfoort; finale            |
| 200 m vrije slag | 50 m bad   | 2.01,20 | EK 2000, Helsinki; (afgekeurde) finale |
| 400 m vrije slag | 50 m bad   | 4.08,70 | OS 1996, Atlanta; finale               |
| 800 m vrije slag | 50 m bad   | 8.30,84 | OS 1996, Atlanta; finale               |
| 400 m wisselslag | 50 m bad   | 4.57,40 | Competitie 1997, Eindhoven             |